# Ballata n. 3 (Chopin)
La Ballata in La bemolle maggiore op. 47 è una composizione di Fryderyk Chopin scritta fra il 1840 e il 1841.

## Storia
Scritta nella tonalità di La bemolle maggiore, questa ballata fu iniziata probabilmente fra l'estate e l'autunno del 1840 e terminata, apportando le ultime rifiniture, a Nohant nell'estate del 1841. Il musicista la spedì a ottobre all'amico Julian Fontana, che si occupava della copiatura e della consegna all'editore, come scrisse in sua lettera. Il brano fu pubblicato lo stesso anno, a novembre, a Parigi da Schlesinger, poi l'anno seguente a Lipsia e a Londra; Chopin dedicò il lavoro a un'allieva, Pauline de Noailles. 
Sui manoscritti di questa Ballata gli eventi bellici ebbero esiti disastrosi; la copia che Fontana aveva fatto per consegnarla all'editore di Parigi divenne in seguito proprietà della contessa de Guitant a cui fu rubata e poi distrutta durante la prima guerra mondiale; invece l'autografo originale, destinato a Breitkopf & Härtel, fu acquistato dal conte Ostrowski e fu distrutto dall'esercito tedesco durante l'occupazione di Varsavia nel 1939.
La Ballata in La bemolle maggiore fu eseguita in pubblico per la prima volta dall'autore il 21 febbraio 1842 alla Salle Pleyel. Nel recensire il concerto sulla Gazette musicale il critico Maurice Bourges scrisse: "È poesia tradotta, mirabilmente tradotta in suoni". In seguito la fortuna della composizione ebbe fasi alterne; Poirée definì addirittura il secondo tema come "un volgare motivo di burattini", non avendo interpretato il brano del modo corretto, ma i più furono strenui sostenitori dell'opera.

## Analisi
Nel 1841 Robert Schumann disse che, secondo una confessione di Chopin, le ballate erano state ispirate da poemi di Adam Mickiewicz; una certa critica volle da allora trovare i riferimenti tra queste composizioni e le poesie, cosa mai riuscita; anche per la Ballata in La bemolle maggiore si cercò un legame con la leggenda di Ondina narrata dal poeta polacco,
ravvisando nelle prime misure dell'Allegretto le effusioni di un duetto d'amore tra il giovane eroe della leggenda e l'ondina. Chopin, d'altra parte, anche se conosceva le opere di Mickiewicz, non amava rifarsi a riferimenti letterari nelle sue opere per le quali rifiutava anche qualsiasi "titolo" che non fosse il genere musicale che stava trattando.
In questa terza ballata l'architettura compositiva diventa più complessa rispetto alle precedenti; riprende la ricerca formale, ma con maggior leggerezza e i temi sono esposti con più fantasia. Il brano ha un metro binario composto, in 6/8, molto scorrevole che, come nelle altre ballate, dà alla musica un carattere un po' simile alla Barcarola.
Il primo tema è narrativo e di grande liricità, ma anche vivace; a esso si affianca un primo tema secondario con un movimento ritmico che ricorda la danza. Il secondo tema inizia in Do maggiore e non contrasta con il precedente; è prevalente sul primo per durata di esposizione e presenta tre momenti individuabili dal passaggio dal primo nell'inusuale Do maggiore al seguente in Fa maggiore e infine al La bemolle maggiore che è la tonalità da base dell'opera. Questo secondo tema ha un leggero ritmo di danza e viene quindi sviluppato e ripreso; con la mano destra che accentua fortemente la linea melodica la grazia precedente muta progressivamente, in modo sempre più enfatico, per giungere a un momento di tensione; qui il secondo tema sembra inglobare in sé il primo motivo lirico e trasformarlo in uno più intenso e cupo. La Ripresa finale è breve e conduce a una riproposta del primo tema con modalità frenetiche e appassionate.